# (2825) Crosby
(2825) Crosby – planetoida z grupy pasa głównego asteroid okrążająca Słońce w ciągu 3 lat i 134 dni w średniej odległości 2,25 j.a. Została odkryta 19 września 1938 roku w Union Observatory w Johannesburgu przez Cyrila Jacksona. Nazwa planetoidy pochodzi od Binga Crosby'ego (1903-1977), amerykańskiego piosenkarza i aktora. Przed nadaniem nazwy planetoida nosiła oznaczenie tymczasowe (2825) 1938 SD1.